# 柴田泰孝
柴田 泰孝（しばたやすたか、Shibata Yasutaka、1981年〈昭和56年〉10月8日 - ）は、オペラ歌手。岩手高等学校卒業、洗足学園音楽大学音楽学部声楽科卒業。血液型A型。

## 来歴・人物
- 岩手県岩手郡岩手町出身ふるさと大使。
- 岩手高等学校卒業後、洗足学園音楽大学音楽学部声楽科で学ぶ。
- 曽祖父は柴田兵一郎。
- 日本国内での活動を経て、2006年から2013年、 自身の音楽性を探究するためイタリア・ミラノへ留学。柔軟で力強いヴォーカルと高い評価を得る。
- 「オペラ座の怪人 (ファントム役)」 「ジーザスクライストスーパースター (ジーザス役)」 「ジキルとハイド(ジキルとハイド役)」 「ノートルダムドパリ (グランゴワール役)」 等、数々の舞台で活躍。 現在、 クラシックからロックまでジャンルを越えた歌手として活躍中。
- 2016年、いわて国体開幕式典前演技にて天皇・皇后（現・上皇・上皇后)の前で東日本大震災岩手復興支援曲「ふるさとの風」（工藤玲音作詞、さだまさし作曲）を、ソリストとして岩手、宮城、福島被災三県合同合唱団と歌唱。
- 2018年デビスカップ日本代表vsイタリア代表戦開幕式にてイタリア国歌独唱。
- また音楽のみならず、映画やCM等、幅広く活躍。現在、クラシックからロックまでジャンルを越えた歌手として活躍中。
- 趣味は万年筆収集、格闘技、筋力トレーニング。

## 出演
- 2016/5 - 日伊国交150周年記念イベント「ITALIA AMORE MIO!/イタリア アモーレミオ！」出演。
- 2016/10 - 希望郷いわて国体開幕式典前演技では天皇・皇后の前で、岩手、宮城、福島被災3県合同合唱団とソリストとして全国の支援に感謝を込めて歌唱。
- 2017/8 - 岩手町ふるさと大使に任命される。
- 2017/9 - 2020東京オリンピック、カナダ水球チーム事前キャンプ締結式にてカナダ国歌を歌う
- 2018/2 - デビスカップ日本・イタリア戦開幕式にてイタリア国歌独唱。